# Народна скупштина Србије 1874.
Ванредан сазив Народне скупштине је заседао у Крагујевцу у периоду 2. јануара — 27. јануара 1874.

## Народна скупштина у Крагујевцу 1874.
По закључку трећег, последњег редовног сазива, Народна скупштина изабрана на изборима 1871, сазвана је Кнежевим указом y ванредан сазив за 2. јануар 1874, дакле два дана по закључењу трећег редовног сазива. Другим указом одређен је делокруг рада овога ванредног сазива. Скупштина је имала да сврши неке законске предлоге и, између осталог, да донесе решење о оптужби против министра војног Јована Бели-Марковића, кога је влада оптужила по закону о министарској одговорности. Указом Кнежевим за председника Скупштине постављен је Димитрије Јовановић, a за потпредседника др. Стеван Милосављевић. Секретаре је Скупштина изабрала сама, па су изабрани Сима Живковић, Пантелија Срећковић, Милан Ђ. Милићевић и Димитрије Радовић.
Одбор који је проучавао извештај по оптужби противу министра Јована Бели-Марковића поднео је Скупштини извештај, па га је Скупштина узела y претрес и донела одлуку са 56 према 22 гласа, да министар Бели-Марковић није оштетио државу из користољубља, како га је оптуживао и одборски извештај.
Скупштина је, сем тога, донела буџет за следећу годину и примила закон о заложницама Управе фондова и једну ** закона о Окружним штедионицама па је закључена кратком Кнежевом Беседом.